# Menhir des Demoiselles
Pour les articles homonymes, voir Pierre debout.
Ne doit pas être confondu avec Menhir de la Demoiselle de Bracqueville.
Le Menhir des Demoiselles, ou la Pierre Debout, est situé au lieu-dit la Pierre, sur la commune de Colombiers-sur-Seulles, dans le département du Calvados, en Normandie. Il s'agit peut-être d'un menhir ou d'une borne milliaire romaine.

## Historique
La pierre fut brisée et renversée en 1845 du fait du grand nombre de pèlerins qui l'escaladaient et grimpaient au sommet. La base de la pierre disparut après son renversement en 1845 mais pour respecter sa hauteur d'origine, la partie supérieure fut scellée sur un bloc en béton et redressée dans sa position d'origine.

## Description
« L'homme préhistorique a laissé des traces de passage sur la commune, le menhir la Pierre Debout témoigne d'une présence, de même qu'un tumulus néolithique, datant de 3500 à 4000 av. J.-C. Le menhir, situé au bord de la route de Reviers à Bayeux (ancienne voie romaine), se trouve tout près du calvaire. La Pierre Debout, à laquelle se rattache un culte religieux, fut brisée en 1845 ».
La pierre taillée de façon très régulière et sa situation sur une ancienne voie romaine pourraient indiquer qu'il s'agirait non pas d'un menhir mais plutôt d'un élément de bornage, une borne milliaire. Le long de cette même voie antique, plusieurs pierres dressées visibles qui furent considérées comme des menhirs seraient en fait des bornes miliaires (borne milliaire du Manoir, pierre levée du clos Saint-Gilles à Creully, le menhir des Planches à Amblie, Pierre Debout à Reviers).
On peut voir une cupule au sommet de la pierre.
Plusieurs sépultures mérovingiennes ont été découvertes à proximité.

## Légendes
Selon Léon Coutil, « Les jeunes filles se rendant en pèlerinage à Notre-Dame de la Délivrande escaladent la pierre et d'un seul bond retombent sur le sol, après avoir déposé quelques pièces de monnaie au sommet du monolithe, dans l'espoir de trouver un mari dans l'année. On voit les trous qui ont été creusés par les chaussures des pèlerins qui escaladent la pierre. »

## Protection
La pierre fait l’objet d’un classement au titre des monuments historiques depuis 1889, en tant que menhir, et ses alentours sont recensés comme site archéologique par arrêté du 18 avril 1914.

## Galerie

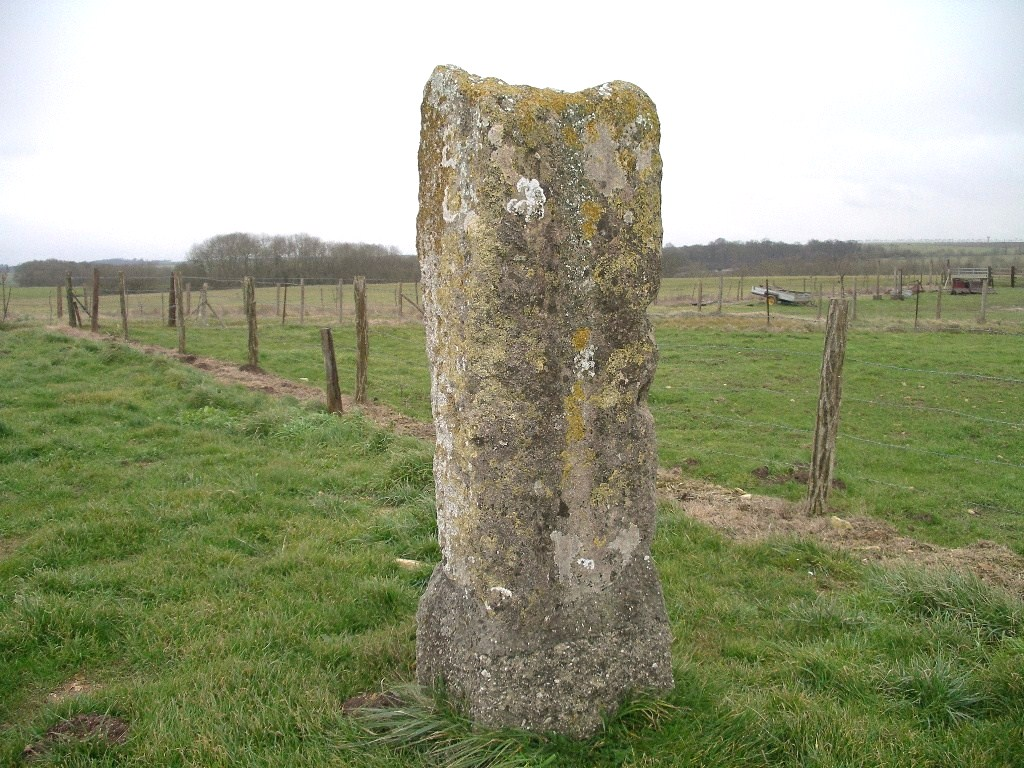
La pierre
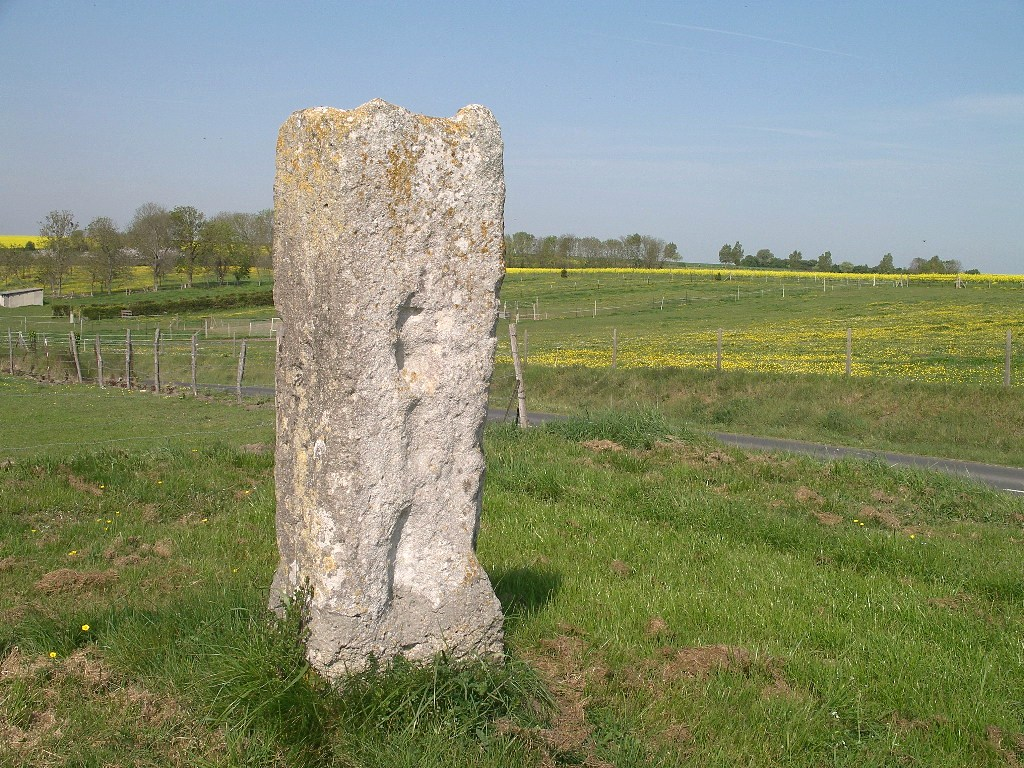
Les marques d'escalade
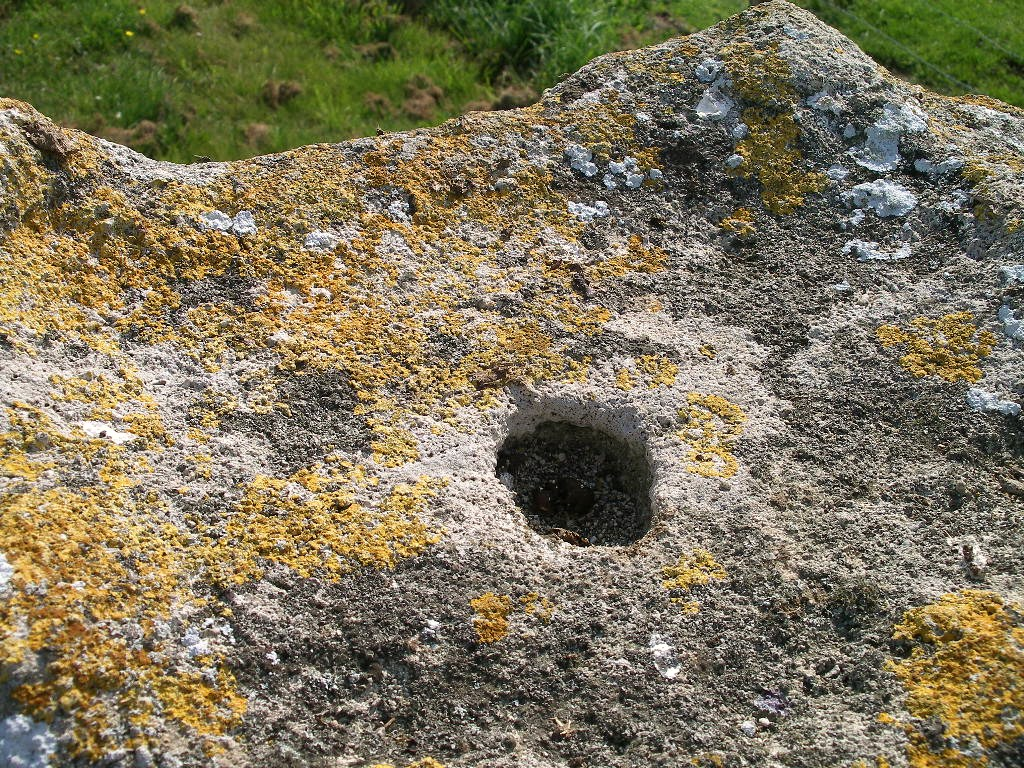
Cupule au sommet